# 妙法寺站 (新潟縣)
妙法寺站（日语：／ Myōhōji eki */?）是位於新潟縣長岡市村田544番，東日本旅客鐵道（JR東日本）的越後線車站。

## 歷史
- 1913年（大正2年）5月27日：越後鐵道村田臨時停留場（日语：／）啟用[2]。
- 1915年（大正4年）11月3日：由停留場升級至車站。同時改名為妙法寺停留場[3]。
- 1916年（大正5年）9月25日：升級至車站[1]。
- 1927年（昭和2年）10月1日：越後鉄道被國有化，柏崎至白山之間全線隸屬國鐵越後線（後來白山至新潟也編入至越後線）。
- 1962年（昭和37年）2月1日：結束貨物起卸業務。
- 1973年（昭和48年）12月1日：車站職員不再當值。[4]
- 1980年（昭和55年）12月24日：現時的車站大樓竣工，舉行了竣工儀式[5]。
- 1987年（昭和62年）4月1日：伴隨國鐵分割民營化，車站由東日本旅客鐵道（JR東日本）營運。
- 1992年（平成4年）4月1日：成為無人車站[6]。

## 車站構造
車站是一座地面車站，設有1面1線的單式月台。從前此站只有1面2線的島式月台，現時的列車交會設備已經撤走。
此站是由燕三條站管理的無人車站。現時自動售票機已經撤走，取而代之為自動整理券發券機。

## 使用狀況
根據「長岡市統計年鑑」的資料，以下為乘車人次變化列表：
| 乘車人次變化 | 乘車人次變化     |
| 年度         | 1日平均 乘車人次 |
| ------------ | ---------------- |
| 2009         | 40               |
| 2010         | 34               |

## 車站周邊
- 國道116號（日语：国道116号）
- 村田妙法寺（日语：妙法寺 (長岡市)）（日蓮宗本山）[1]

## 相鄰車站
東日本旅客鐵道（JR東日本）
■越後線
出雲崎－妙法寺－小島谷

## 注腳
1. 1 2 3 4 5 6 7 8  . 週刊朝日百科. 21号 新潟駅・弥彦駅・津南駅ほか. 朝日新聞出版. 2012-12-30: 21 （日语）.
2. 1 2  「軽便鉄道臨時停留場設置」『官報』1913年6月12日（國立國會圖書館數碼化資料）
3. 1 2  「軽便鉄道停留場名改称」『官報』1915年11月11日（國立國會圖書館數碼化資料）
4. ↑  讀賣新聞　昭和48年12月1日新潟讀賣
5. ↑  広報わしま　昭和56年1月第89号P3　和島村
6. ↑  広報わしま　平成4年5月第225号P7　和島村

## 外部連結
- 車站資訊（妙法寺）：東日本旅客鐵道（日語）